# Dalmater
Dalmater (latin: Dalmatae eller Delmatae, kroatiska: Dalmati) var en forntida folkgrupp som bebodde det område längs östra adriatiska kusten som efter romarnas erövring skulle komma att kallas Dalmatien och idag är en del av Kroatien. 

## Ursprung och namn
Dalmaterna tros ha varit en illyrisk folkstam. Romarnas benämning för folkslaget, Dalmatae, kan härledas till det albanska ordet delmë, dele som betyder får. Den sedermera romerska provinsen Dalmatia uppkallades efter folkslaget.